# Вигнання до пекла
«Вигнання до пекла» (англ. Exile to Hell) — науково-фантастичне оповідання американського письменника Айзека Азімова, вперше опубліковане у травні 1968 в журналі Galaxy Science Fiction. Увійшло до збірки «Купуємо Юпітер та інші історії» (1975).

## Сюжет
Працівника Дженкінса засуджують за випадкове пошкодження комп'ютерної системи, яке потенційно може мати катастрофічні наслідки для повністю комп'ютеризованого підземного суспільства, в якому він живе.
Судовий процес здійснюється за допомогою комп'ютерів, які аналізують аргументи обвинувачення і захисту. Дженкінса визнають винним у тяжкому злочині проти суспільства. Він засуджений до вигнання.
Тільки в кінці розповіді розкривається, що суспільство живе під поверхнею Місяця, в штучно підтримуваному середовищі, а місцем заслання є поверхня Землі.